# Бершадська міська територіальна громада
Бершадська міська територіальна громада — територіальна громада в Україні, в Гайсинському районі Вінницької області. Адміністративний центр — місто Бершадь.
Площа територіальної громади: 870,82 км2.
Чисельність населення громади: 43674 мешканців (2020).
Міське населення: 12552 мешканців.
Сільське населення: 31122 мешканців.
12 червня 2020 року Бершадська міська громада утворена у складі Бершадської міської ради, Баланівської, Бирлівської, Великокиріївської, Війтівської, Голдашівської, Кидрасівської, Кошаринецької, Красносільської, Лісниченської, Маньківської, Михайлівської, Осіївської, Поташнянської, П'ятківської, Сумівської, Устянської, Флоринської, Яланецької сільських рад.
19 липня 2020 року, в результаті адміністративно-територіальної реформи та ліквідації Бершадського району, громада увійшла до складу новоутвореного Гайсинського району.

## Населені пункти
Місто:
- Бершадь,

Села:
- Баланівка,
- Бирлівка,
- Велика Киріївка,
- Війтівка,
- Вовчок,
- Глинське,
- Голдашівка,
- Кидрасівка,
- Кошаринці,
- Красносілка,
- Крушинівка,
- Лісниче,
- Лугова,
- Мала Киріївка,
- Маньківка,
- Михайлівка,
- Осіївка,
- Поташня,
- П'ятківка,
- Романівка,
- Сумівка,
- Устя,
- Флорине,
- Шумилів,
- Яланець

Селища:
- Партизанське,
- Устя,
- Яланець[4].

## Галерея

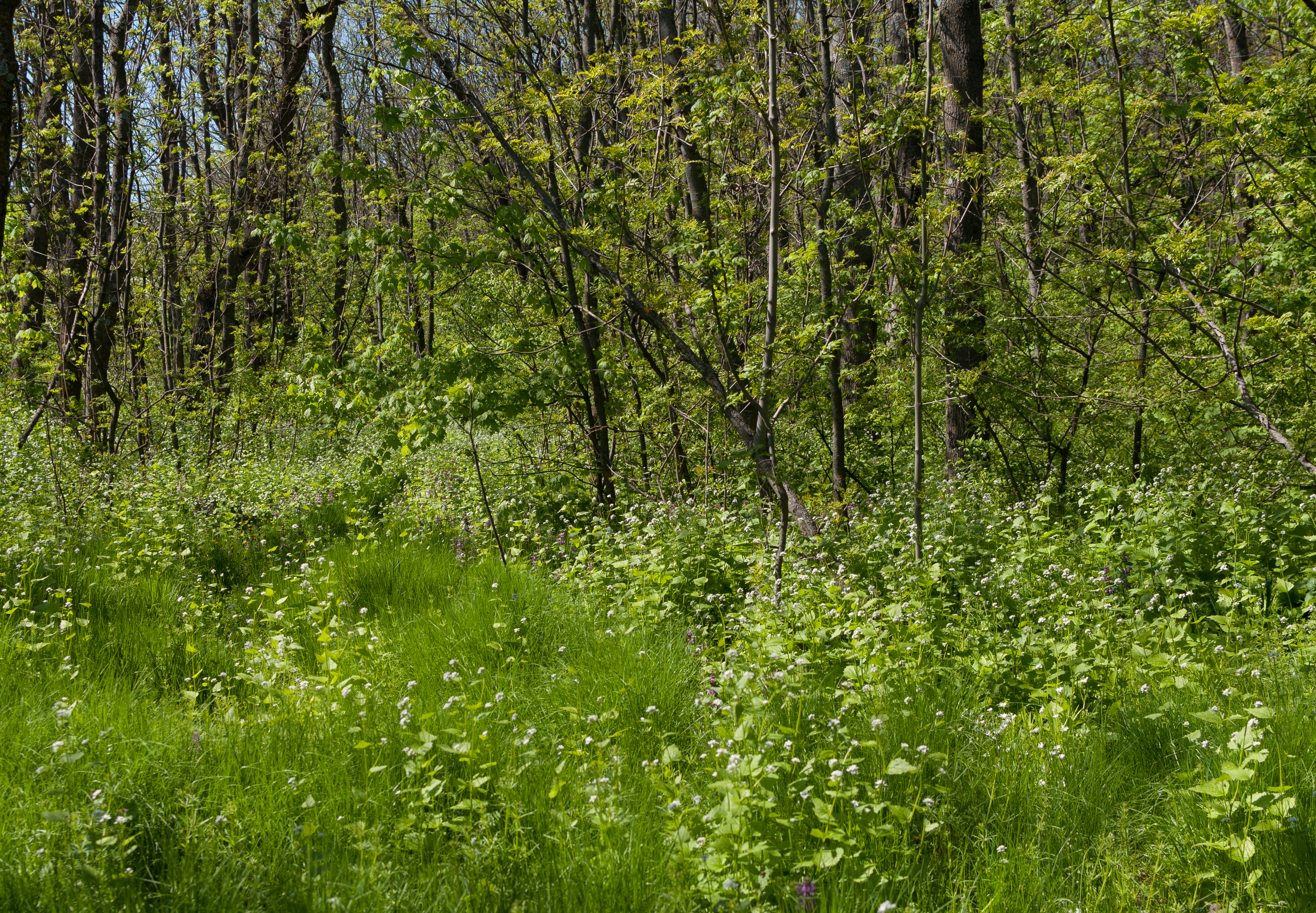
Крушинівський заказник
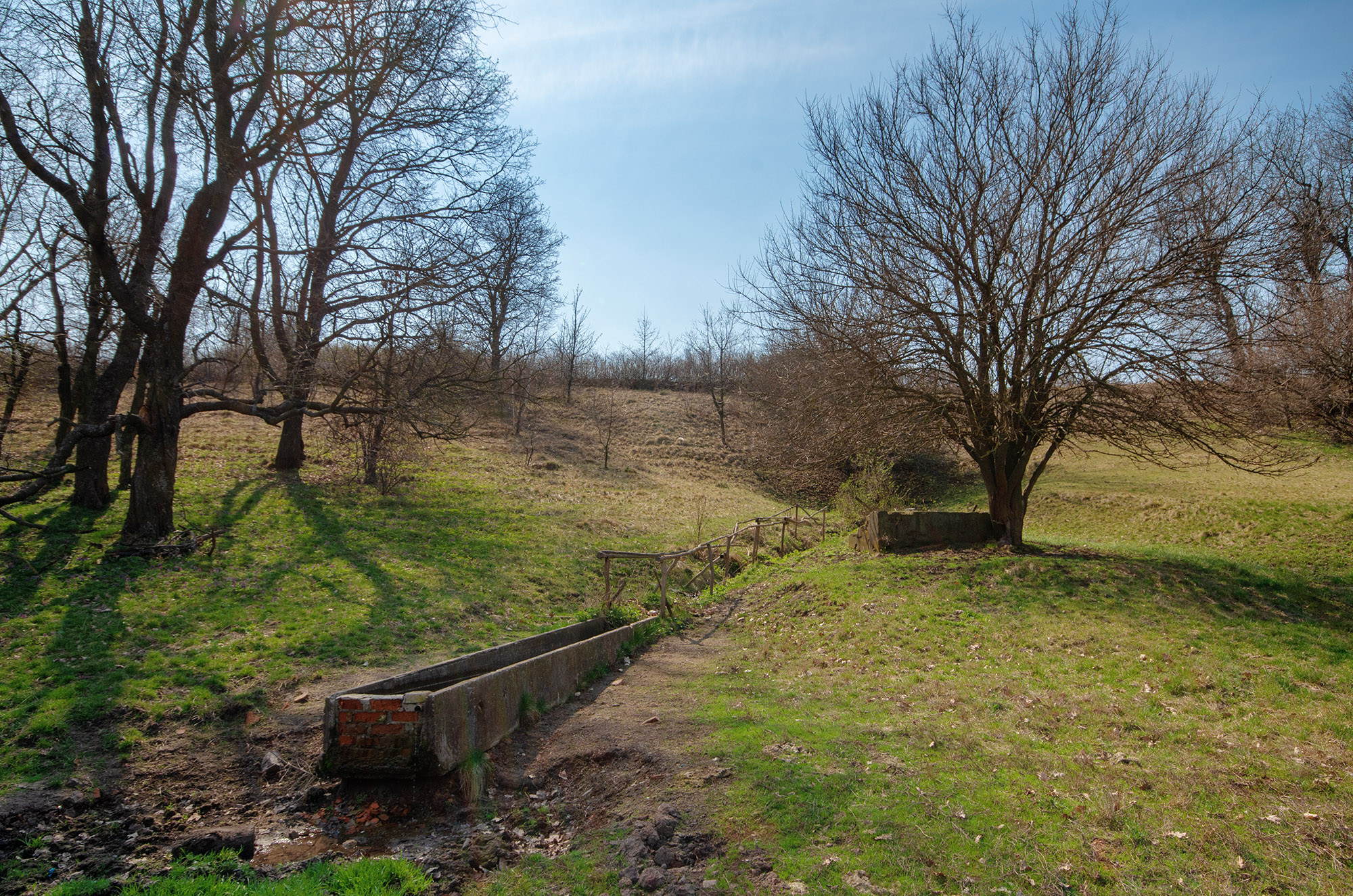
Гідрологічна пам'ятка природи «Джерело Холодне»
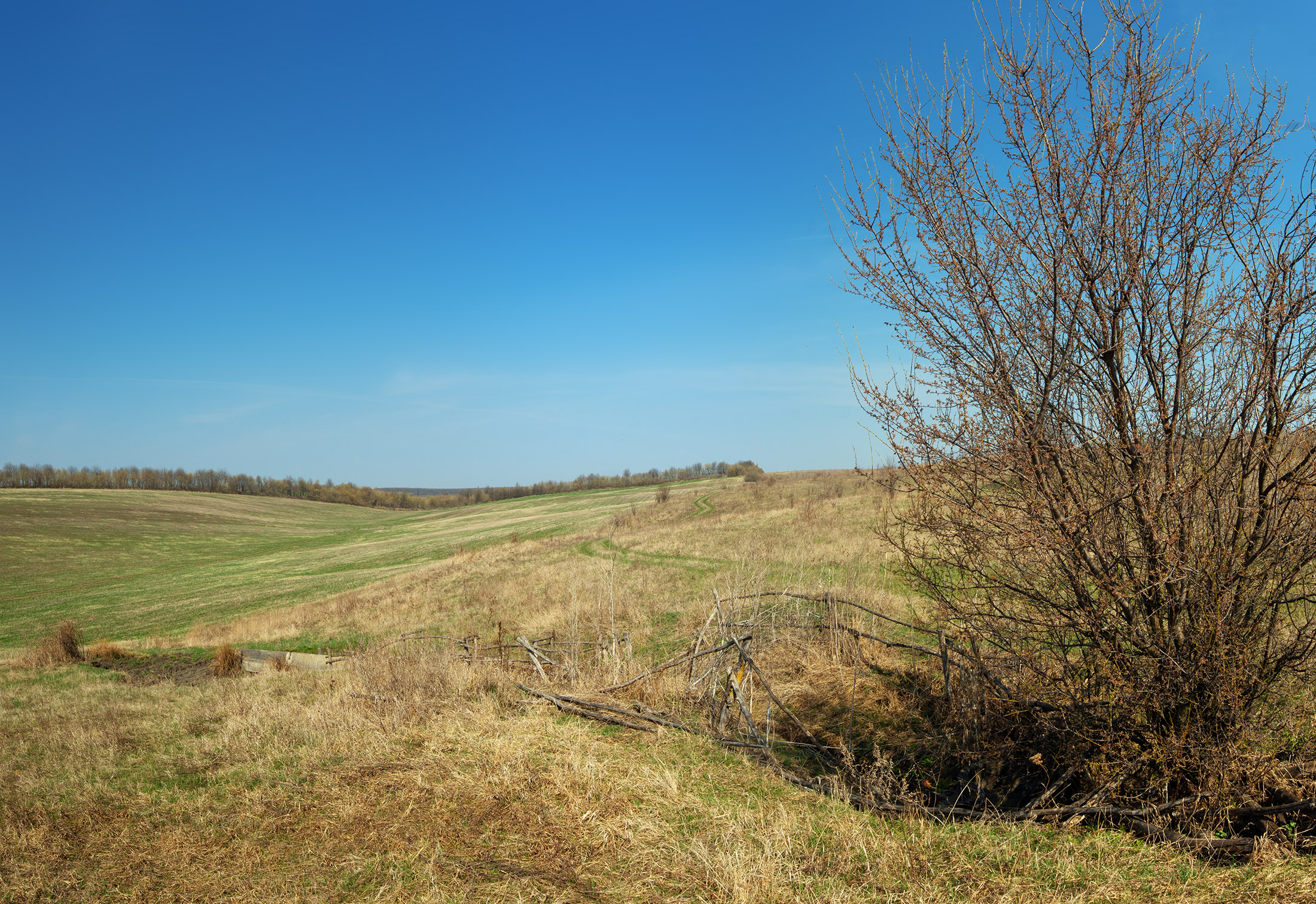
Гідрологічна пам'ятка природи «Джерело Низьке»